# Чепљани
Чепљани (итал. Cipiani) је насељено место у Републици Хрватској у Истарској жупанији. Административно је у саставу града Умага.

## Становништво
Према последњем попису становништва из 2011. године у насељу Чепљани живело је 212 становника у 72 домаћинстава.
Кретање броја становника по пописима 1857—2001.
| година пописа  | 1857. | 1869. | 1880. | 1890. | 1900. | 1910. | 1921. | 1931. | 1948. | 1953. | 1961. | 1971. | 1981. | 1991. | 2001. | 2011. |
| бр. становника | 0     | 0     | 234   | 252   | 264   | 280   | 0     | 0     | 285   | 215   | 225   | 178   | 158   | 142   | 155   | 212   |

Напомена: У 1857, 1869. 1921. и 1931. подаци су садржани у насељу Матерада.